# Crueltat

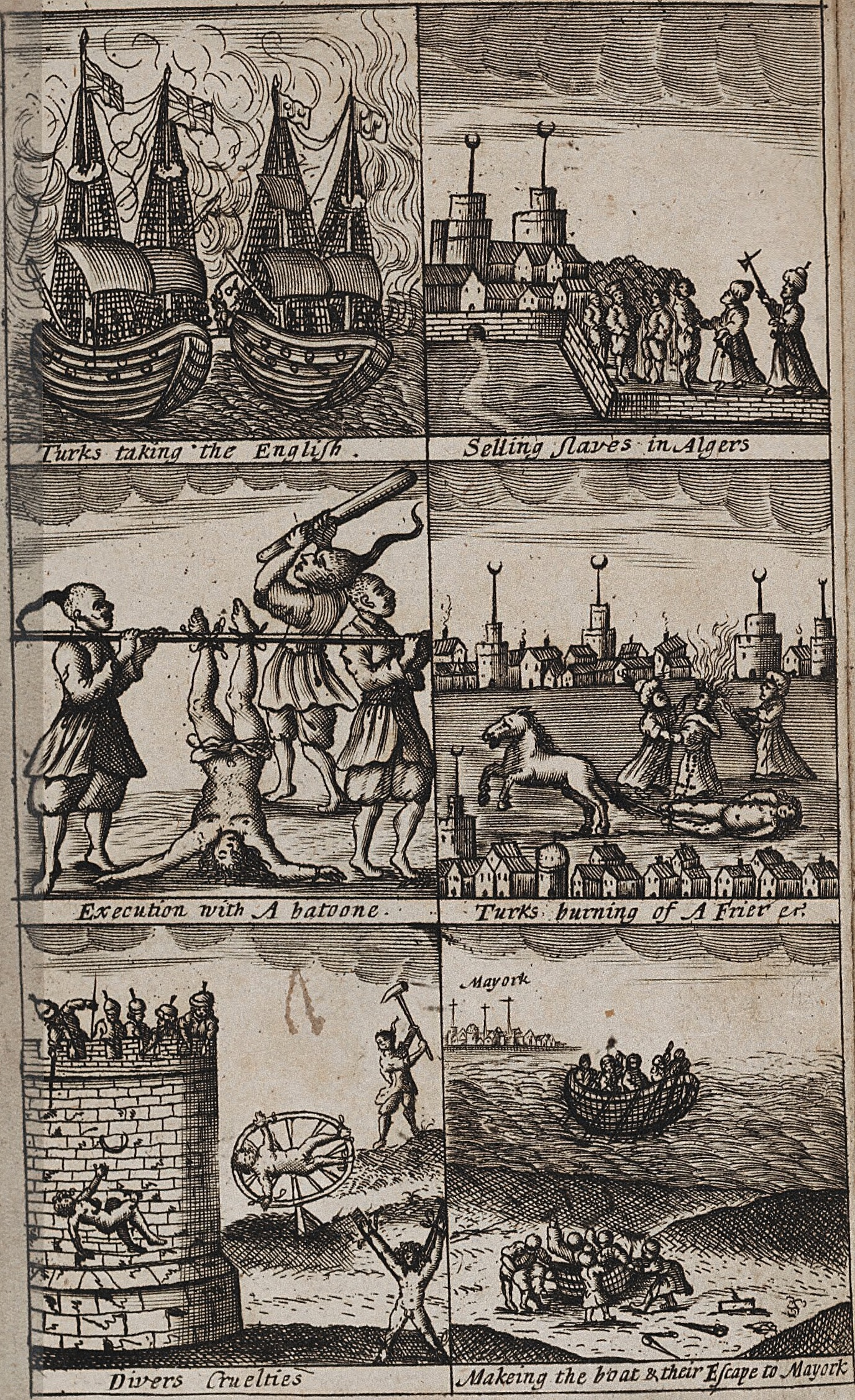
Un antic cartell mostrant la crueltat, incloent venda d'esclaus a Alger, execucions, cremes i altres.

La crueltat (de «cruel») es defineix com la resposta emocional d'indiferència o bé d'obtenció de plaer en el sofriment i dolor d'altres o l'acció que innecessàriament causa tal sofriment o dolor. És considerada com un signe de trastorn psicològic per l'American Psychiatric Association.
La crueltat dels nens cap a altres persones és un signe clínic inclòs en la nosologia psiquiàtrica relacionat a trastorns antisocials i de conducta. La propensió a la crueltat s'ha de diferenciar-se dels jocs sadomasoquistes lliurement consentits entre adults.
George Eliot afirmà que «la crueltat, com qualsevol altre vici, no requereix cap motiu fora de si mateixa, sinó que només requereix d'oportunitat».
Bertrand Russell va dir que «la inflicció de la crueltat amb una bona consciència és una delícia per als moralistes. És per això que van inventar l'infern». Gilbert K. Chesterton va dir que «la crueltat és, potser, la pitjor classe de pecat. La crueltat intel·lectual és sens dubte la pitjor classe de crueltat».

## Ús legal
El terme crueltat s'utilitza sovint en llei i criminologia en relació amb el tractament d'animals, nens, cònjuges, i presoners. Quan es discuteix la crueltat amb els animals, sovint es refereix al «patiment innecessari». En el dret penal es refereix a càstig, tortura, victimització, mesures draconianes i càstig cruel i inusual. En casos de divorci moltes jurisdiccions permeten una causa de l'acció per tractament cruel i inhumà.
En el dret, la crueltat és «la inflicció de dolor físic o mental, especialment quan es considera un factor determinant en la concessió d'un divorci».